# Johann Christoph Döderlein

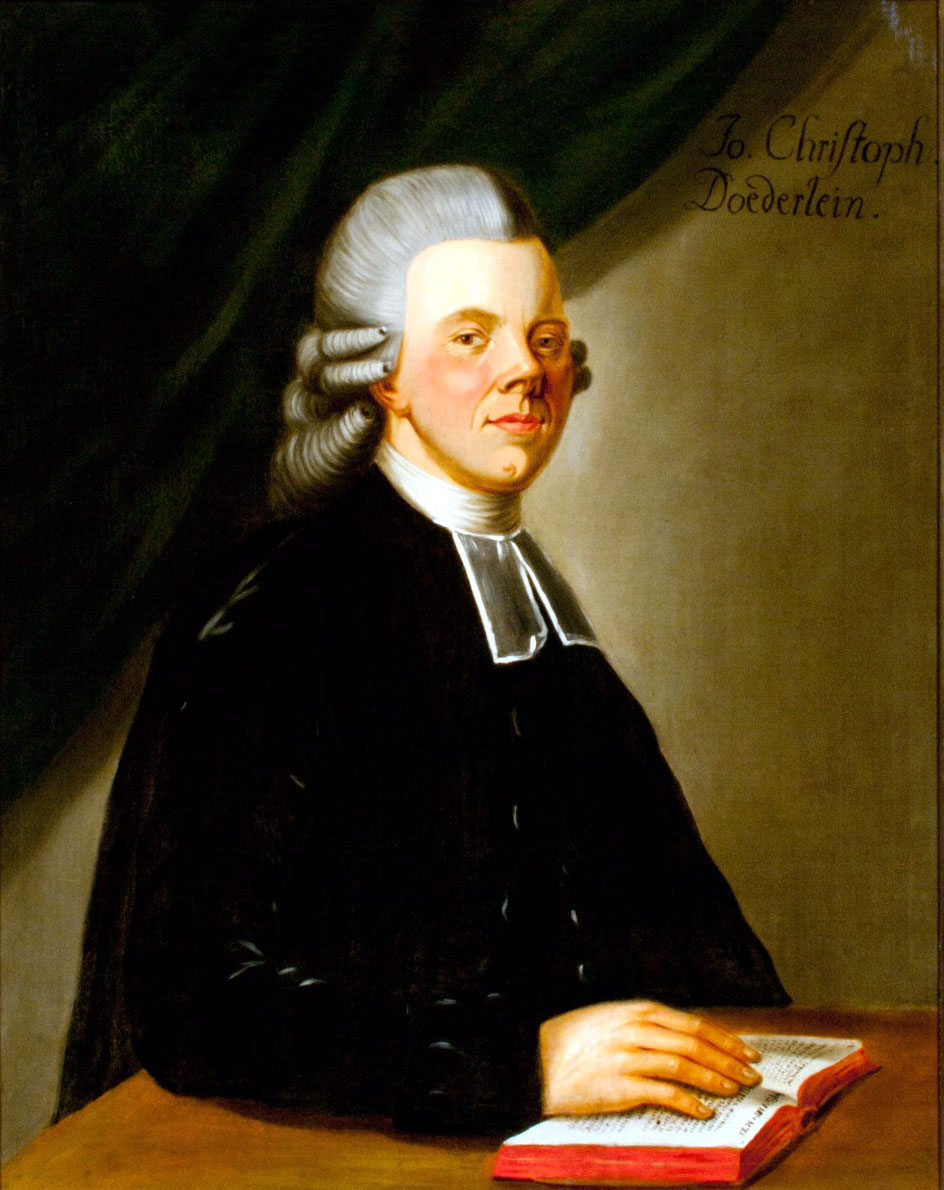
Johann Christoph Döderlein

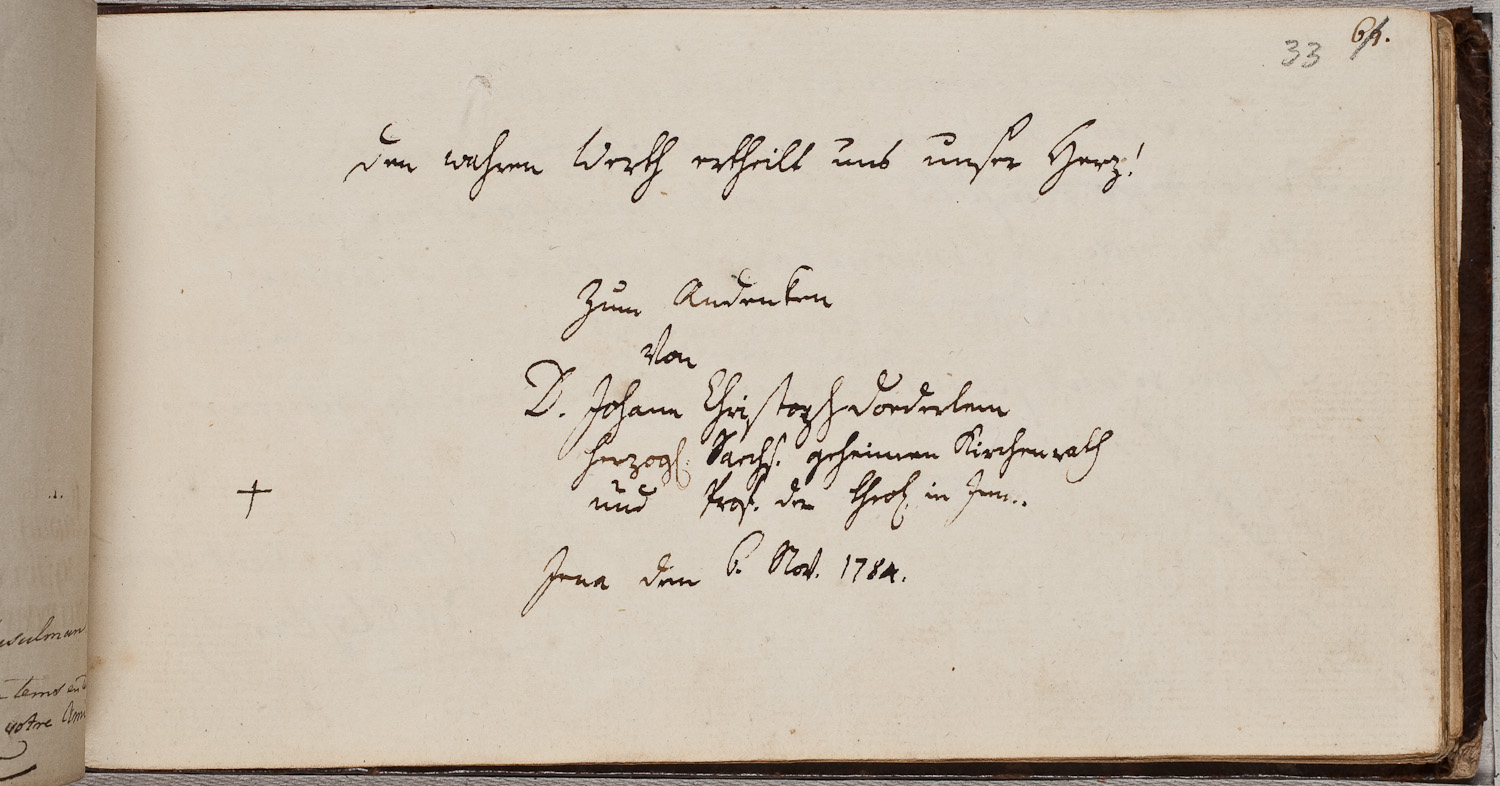
Eintrag von Döderlein im Album amicorum von Carl Heinrich Wilhelm Anthing, Jena, 6. November 1784

Johann Christoph Döderlein (* 20. Januar 1746 in Windsheim; † 2. Dezember 1792 in Jena) war ein deutscher evangelischer Theologe.

## Leben
Döderlein war der Sohn des Pfarrers Johann Georg Döderlein († 7. April 1780) und dessen Frau Adriana Sibylla Rücker. Von seinem Vater vorgebildet, bezog er das Gymnasium seiner Geburtsstadt, welches unter der Leitung des Rektors Georg Wilhelm Diez stand. Er studierte seit 1764 an der Universität Altdorf, war dann als Hauslehrer tätig und wurde in seinem zweiundzwanzigsten Jahr am 17. Mai 1768 Diakon in Windsheim. Hier widmete er sich den Studien der Kirchenväter und wurde durch seine Curae criticae et exegeticae bekannt. 1772 erwarb er in Altdorf den akademischen Grad eines Magisters und wurde im selben Jahr dort auf den dritten theologischen Lehrstuhl der Universität berufen.
1773 übernahm er die Stelle mit der Antrittsrede de Prophetis oratoribus und damit verbunden eine Pfarrstelle als Diakon. 1774 erwarb er sich mit der Abhandlung de redemtione a potestate diaboli ut insigni Christi benefico den Grad eines Doktors der Theologie. In Altdorf war er dreimal Dekan der theologischen Fakultät und 1780 der Rektor der Hochschule. Im September 1783 folgte er einem Ruf als zweiter theologischer Professor an die Universität Jena und wurde 1784 Kirchenrat. Er beteiligte sich auch an den organisatorischen Aufgaben der Salina und war in den Wintersemestern 1784 sowie 1790 Rektor der Alma Mater. Döderlein war alttestamentlicher Exeget und Dogmatiker sowie Vertreter der Neologie.
Döderlein heiratete am 5. Juni 1771 in Windsheim Rosina Maria Merklein († 2. März 1787 in Jena; begr. 4. März 1787 in Jena), die Tochter des Bauherrn und Bürgermeisters in Windsheim Johann Georg Merklein. Nach ihrem Tod ging er am 6. April 1790 eine zweite Ehe mit Rosina Christina Eleonora von Eckardt (* 11. September 1779 in Coburg; † 16. Januar 1832 in München) ein, der Tochter des Jenaer Hofrats und Professors Johann Ludwig von Eckardt. Von den Kindern kennt man Johann Gerhard Christoph Döderlein (* 14. März 1772 in Altdorf, immatr. 4. Februar 1784 Uni. Jena), Maria Adriana Dorothea Barbara Döderlein (* 13. Juli 1774 in Altdorf; † 18. August 1774 ebd.), Christian Theodor Friedrich Döderlein (* 1. März 1776 in Altdorf, immatr. 4. Februar 1784 Uni. Jena) und Johann Ludwig Christoph Wilhelm von Döderlein (1791–1863).

## Werke (Auswahl)
- Curae exegeticae in quaendam V. Test. oracula. Altdorf 1770.
- Curarum exegeticarum et criticarum in quaendam veteris testamenti oracula specimen. Lorenz Schüpfel, Altdorf / Nürnberg 1770 (Scan in der Google-Buchsuche).
- Materialien zum Kanzel-Vortrag. Lorenz Schüpfel, Altdorf und Nürnberg 1774 (Digitalisat).
- Jesias, ex recensione textus hebr. ad codd. quorundam MStor. & versionum antiquar, fidem, lat. vertit. Altdorf 1775, 1780, 1789.
- Hugo Grotii Annotat, in V. Test. emendatius edidit, & brevibus complurium locorum dilucidationibus auxit. Halle 1776 (besorgt von Prof. Vogel in Halle).
- Fragmente und Antifragmente.
  - 1. Theil. Nürnberg 1776 (Scan); 2., verbesserte Auflage. Nebst einigen Landkarten. Lochner-Grattenauer, Nürnberg 1780 (Scan); 3., mit einer neuen Vorrede versehene Auflage. Nebst einigen Landkarten. E. C. Grattenauer, Nürnberg 1782 (Scan in der Google-Buchsuche).
  - 1781.
  - 1. Theil. Neue Auflage. Grattenauer, Nürnberg 1788 (Scan); 2. Theil. Ebenda (Scan in der Google-Buchsuche).
- Sprüche Salomons, neu übersetzt mit erläuternden Anmerkungen. Schüpfel, Altdorf 1778 (Scan in der Google-Buchsuche); 2., durchaus verbesserte Auflage. Nürnberg / Altdorf 1782 (Scan in der Google-Buchsuche); 1786.
- Scholia in Liberos veteris Testamenti poeticos Iobum psalmos et tres salomonis. Jo. Jacob Curt, Halle 1779 (lateinisch; Scan in der Google-Buchsuche).
- Auserlesene Theologische Bibliothek, darinnen von den wichtigsten theologischen in- und ausländischen Büchern und Schriften Nachricht gegeben wird. 4 Bände. 1. Band. Johann Gottlieb Immanuel Breitkopf, Leipzig 1780 (Scan in der Google-Buchsuche); 4. Band. Ebenda 1787 (Scan in der Google-Buchsuche).
- Erläuterungen des Vater Unsers für gemeine Christen. Adam Gottlieb Schneider, Nürnberg 1780 (Digitalisat).
- Illustris Viri Domini Christophori Iacobi Trewii Medicinae Doctoris (= Commentatio in Beniamini Magistri Iudaeorum Itinerarium. Band 7). Johannes Adam Hessel, Altdorf 1780 (Scan in der Google-Buchsuche).
- Giebt uns die Bibel Hofnung zu einer künftigen allgemeinen Judenbekehrung? Lochner-Grattenauer, Nürnberg 1781 (Scan in der Google-Buchsuche).
- Institutio Theologi Christiani in capitibus Religionis theoreticis nostris Temporibus accommodata. 2., verb. Auflage. 1. Band. Georg Peter Monath, Nürnberg / Altdorf 1782 (lateinisch; Scan); 2., verb. Auflage. 2. Band. Georg Peter Monath, Nürnberg / Altdorf 1783 (Scan); 4., verb. Auflage. Band 2. Georg Peter Monath, Nürnberg / Altdorf 1787 (Scan); 6., verb. und verm. Auflage. Band 1. G. P. Monath, J. F. Kußler, Nürnberg / Altdorf 1797 (Scan); 6., verb. und verm. Auflage. Band 2. Hrsg.: Christ. Godofr. Junge (Scan in der Google-Buchsuche).
- Salomons Prediger und hohes Lied. Neu übersetzt mit kurzen erläuternden Anmerkungen. Jena 1784 (Scan in der Google-Buchsuche).
- Erläuterung des Vater Unsers für gemeine Christen. 2., vermehrte Auflage. Schneider, Nürnberg 1788 (Scan in der Google-Buchsuche).
- Christlicher Religionsunterricht nach den Bedürfnissen unserer Zeit.
  - 2. Auflage. 1. Theil. G. P. Monath und J. F. Kußler, Nürnberg / Altdorf 1790 (Scan in der Google-Buchsuche).
  - 2. Theil. G. P. Monath, Nürnberg / Altdorf 1786 (Scan); [3. Auflage.] 2. Theil. Frankfurt / Leipzig 1791 (Scan in der Google-Buchsuche).
  - 4. Theil. Georg Peter Monath, Nürnberg / Altdorf 1789 (Scan in der Google-Buchsuche).
- Opuscula Theologica. Christ. Heinr. Cuno’s Erben, Jena 1789 (Scan in der Google-Buchsuche).
- Kurzer Entwurf der christlichen Sittenlehre. Zum Gebrauch für Vorlesungen. Christ. Heinr. Cuno’s Erben, Jena 1789 (Scan in der Google-Buchsuche).
- Leben und Verdienste Johann Sigmund Mörls, vordersten Predigers, Professors und Bibliothekars in Nürnberg. Monath & Kußler, Nürnberg-Altdorf 1793 (Scan in der Google-Buchsuche).